# Маями (племе)
Маями (на английски: Miami)е северноамериканско индианско племе от Алгонкинското езиково семейство, което играе важна роля в колониалната история на Големите езера. Маямите нямат предания и митове за техни по-ранни миграции. Според устната им история те винаги са живели между реките Скиото и Охайо, и езерото Мичиган. За разлика от другите алгонкински народи в района те не са принудени да напуснат родината си заради ирокезките завоевания, освен пианкашо и уеа, които отстъпват на запад до северен Илинойс и южен Уисконсин през 1650те.

## Подразделения
В периода на първия контакт с французите съществуват 6 подразделения на племето:
- Ачачакангуен (Ачакангуин или истински маями)
- Килатика
- Менгконкия (Менгаконкия, Менгакония)
- Пепикокия
- Пианкашо
- Уеа (Оиатенон, Нюкелънс)

Първите три така се смесват с течение на времето, че са поставени под общия термин маями. До 1796 г. пепикокия са изцяло погълнати от пианкашо. След тази година подразделенията остават 4:
- Ийл Ривър
- Маями
- Пианкашо
- Уеа

От 19 век вече пианкашо и уеа действат като отделни племена.

## Култура
Маямите донякъде се различавали от съседните племена в културно отношение. Характерна тяхна особеност е широкото използване на татуировките. Заради това в началото стават известни на англичаните като татуираните или голите индианци.
В ранните записки често се среща думата „твайтва“ или „туатуа“, което може да е английска вариация на името им и се отнася до викът на жерава, но по-вероятно е тази дума да произхожда от алгонкинското „тауа – гол (човек)“.

### Облекло
Въпреки суровото време в района на Големите езера, през зимата мъжете обличали само кожени ризи, гамаши и мокасини, а през лятото ходели само с набедреник и мокасини, което дава възможност да се видят многобройните им татуировки, които с възрастта покриват цялото тяло.
През по-голямата част от времето мъжете маями носят дрехи от груби кожи без украшения. Украсени богато с бисери, орнаменти и бодли от бодливо свинче дрехи се използват само по празници. Жените използват по-малко татуирането и са описани като напълно облечени. Основна дреха при тях е кожена рокля достигаща до под коленете. В студеното време използват също шалове, наметала и гамаши.

### Прехрана
Друга особена характеристика на маямите, която ги отличава е култивирането на особен сорт мека бяла царевица, която се отличава от царевицата на техните съседи. Царевицата е основна храна и нейното прибиране се чества с голям есенен празник. Други култури, които са отглеждани са дини, тикви и боб. Като допълнение към храната жените събират диви плодове, които са изсушавани за зимата. Царевицата е съхранявана в подземни хранилища.
Лятото е времето на стабилност и урожай. Хората се събират в големи села, разположени в плодородни речни долини, където засаждат култури и празнуват празниците си. Селата се състоят от множество куполообразни големи вигвами покрити с рогозки. В селото има и един по-голям вигвам на Съвета. След прибирането на реколтата селата се местят в близките прерии за всеобщия лов на бизони, след което хората се разделят на малки лагери за зимния лов. Заради по-толямата си зависимост от селското стопанство, селата на маямите са доста постоянни и са напускани само частично през зимата.

### Социална организация
Социалната система на маямите е базирана на патрилинейната кланова система. Членството в племето се определя от клановите родствени връзки по бащина линия. Няма общо мнение за броя и имената на клановете. Някои от членовете на племето в по-късен период казват, че клановете са 15 на брой, но сред маямите живеещи в Индиана са известни имената на 12 клана. Ранните френски изследователи дават 10 клана. Фредерик Уеб Ходж също дава имената на 10 клана, най-важният от които е клана Жерав. Клановата принадлежност е жизненоважна за племето. Произхода на децата слиза едностранно по мъжка линия от брата на майката, но те винаги са членове на клана на своя баща. Братята на майката и тяхното мъжко потомство са чичовци, дъщерите им са майки, а децата на майките са братя и сестри. Тази система следва мъжката семейна линия на майката и е подобна на тези при сауките и фокс, но се различава от тези на оджибве и потаватомите. Бракът вътре в клана е строго забранен, но тъй като селата им са доста големи и в тях живеят членове на различни кланове не е трудно на неженените да си намерят партньор от друг клан. Малките села губели за известно време своите мъже, които отивали в другите села да си търсят жена от друг клан. Идеята за матрилинейност и признаването на далечно родство изпълва хората с отвращение към браковете между далечни роднини и кръвосмешението. Такова ограничение помагало не толкова да се съхрани клановото членство, но също и поддържа достойнството и свободата на жените, които управляват домакинството.

### Брак и семейство
И мъжете и жените разполагат с голяма сексуална свобода до брака, но след това се съблюдава строга съпружеска вярност. Обичайно бракът е сключван до 30-годишна възраст и се формализира с размяна на подаръци. Младоженците обикновено живеят при семейството на младоженеца. Едно семейство обикновено се състои от двойка, но рядко може да има и втора жена, която най-често е сестра на съпругата. При развод почти винаги жената напуска дома като взима своята част от имуществото. Развод от страна на мъжа е рядкост. Измяна от страна на жената също се среща рядко, но ако се случи жената е наказвана като обикновено и отрязват носа или ушите. Измяната на мъжа остава безнаказана, но служи като основание на жената за развод. Децата никога не са наказвани физически. Те разполагат със значителна свобода и растат под надзора и напътствията на роднините. Когато наближи времето за раждане, майката се мести в отделна специална постройка. Тя остава там под надзора на няколко жени около 15 дни след раждането. После задължително се къпела и се връща в дома, където детето получава име. Възрастна жена може да даде име на детето въз основа на сън, който е сънувала. По време на пубертета момичетата се отделят в специална постройка по време на месечния им цикъл. Момчетата трябва да се сдобият с дух – пазител чрез Търсенето на видение, както и да тренират своята издръжливост. По време на пубертета децата може да получат нови имена.

### Религиозни вярвания
Религиозните им вярвания и практики са подобни на тези на съседите им. Свръхестествени сили са Слънцето, Създателя и Господаря на живота. В същото време „манито“ е сила, добра или зла, която е във всички неща, включително и в човека. Огромна роля в живота им играе религиозното общество „Мидеуиуин“. Вярата им, че силата манито присъства във всички неща не се приема от европейците. За маямите духът или душата е плаващ призрак, подобен на духа на мъртъв човек.

### Погребални практики
Мъртвите искрено се оплаквали и се провеждали различни траурни и погребални ритуали. Вярват, че душата на мъртвия се отправя в свят по-добър от истинския. Обичайно мъртвите са погребвани в могили, но понякога са поставяни на скеле или в малки колиби, в зависимост от местоположението и дадените условия.

### Политическа организация
Политическата им организация е сходна с тази на фокс, сауките, потауатомите и отава. Племето се явява суверенна политическа единица, начело на която стои Върховният племенен съвет. Съветът се състои от представители на всяко от подразделенията на племето. Всяко подразделение има своя собствена територия и е почти независимо. Селата на дадено подразделение отправят свои представители в Съвета на подразделението, който от своя страна избира и изпраща свои делегати в Племенния съвет. Съветът на подразделението се състои от главен вожд, вождовете на отделните села и вождовете на клановете. Всеки от тези вождове може да бъде и военен вожд. Вождовете на отделните села се избират от Съвета на селото, който се състои от всичките водачи на клановете. Племенната, селската и клановата власт на вождовете не е наследствена. Военните вождове се избират изключително само по заслуги.

## История
В 1658 г. отец Габриел Дрие е първият европеец, който чува от чипеуа за неголямото племе „умамик – народа от полуострова“, както самите чипеуа наричат маямите. От разказите на чипеуа отец Дрие научава, че това племе скоро се е преместило близо до Грийн Бей. Преди това умамик (умами, оумауиг, омомег) живели в семерна Индиана и прилежащите части на Охайо и Илинойс. Заради нападенията на ирокезите някои от тях били принудени да напуснат родината си и да се преместят на запад.
През 1669 г. отец Клод Алоа е изпратен в района на Грийн Бей. Той започва да изпраща своите записки за маямите до отец Клод Даблон, водача на ордена на йезуитите в Квебек. Когато Никола Перо посещава района на Грийн Бей през 1671 г. той среща там отделни групи кикапу, маскутен и маями. Отец Жан Маркет, който достига до тези групи и техните села през 1673 г. заедно с Луи Жолие, разширява оскъдната информация за маямите. Във връзка с тези сведения отец Даблон в Квебек започва да се отнася към всички племена живеещи на югозапад от езерото Мичиган до река Мисисипи като илинойс. Той ги групира така за собствено удобство и се оказва доста точен в преценката си. Повечето от тези племена принадлежат към илинойския клон на централното разделение на Алгонкинското езиково семейство, които са тясно свързани помежду си.
Точни сведения за тези племена започват да пристигат след 1700 г. По това време вече стават известни особеностите на отделните племена и от многото наименования се утвърждава името маями.
Благодарение на френските съобщения за маямите в периода до 1712 г. антрополозите и етноисториците успяват да съставят днес доста сносно описание на племето. Болшинството от информацията е събрана от Уилям Върнън Киницъм и Джордж Ъруин Куимби. В техните трудове се дава ясна представа за живота на племето, за техните обичаи и нрави, за политическата и социалната им организация, и за езика и родствената им система.

### В съюз с ирокезите
След унищожаването на хуроните през 1649 г., ирокезите почти блокират френския достъп до западните части на Големите езера. По това време маямите са врагове на илинойс и ирокезите гледат на тях като на съюзници. Мирът между ирокезите и французите е възстановен през 1667 г. и търговията с кожи в региона е възобновена. През 1680 г. войни на маямите се присъединяват към сенеките в поход срещу илинойс. Малко след това маямите разрешават на група шоуни (стари врагове на ирокезите) да се заселят в земите им. Ирокезите приемат това като предателство и съюзническите отношения между двете племена са развалени.

### В съюз с французите
Заплашени от бъдещи ирокезки атаки маямите се обръщат за помощ към французите. С тяхна помощ те сключват мир с илинойс и се преместват за по-голяма сигурност близо до новата френска крепост на река Илинойс. Скоро тази крепост става убежище за всички, които бягат от ирокезките набези. Сенеките не могли да се примирят с присъствието на толкова много врагове в Илинойс и през 1684 г. се завръщат с голяма войска, решени да унищожат враговете и френската крепост. Първо сенеките преминават през селата на маямите в Индиана, след което пробиват към Илинойс и обсаждат френския форт. След няколкодневна обсада, сенеките са отблъснати и принудени да отстъпят. Неуспешния опит при превземането на Форт Сен Луис обикновено се счита за повратна точка в Бобровите войни. След отстъплението на ирокезите французите подсилват своите укрепления и започват да организират голям алианс от племената в региона, който да се бори с ирокезите занапред. Добре въоръжен този френско – алгонкински алианс предприема настъпление през 1687 г. и до 1690 г. ирокезите са изтласкани обратно в родината им в Ню Йорк, където заемат отбранителна позиция. Междувременно маямите, които живеят около Форт Сен Луис го напускат и се завръщат в Северна Индиана. През 1696 г. французите предприемат нова политика спрямо индианците, от която маямите извличат голяма политическа изгода. На френските търговци без лиценз е забранено да търгуват с индианците и за да се снабдяват с необходимите им стоки маямите трябва да пътуват далеч до Детройт, а това невинаги е възможно. Губейки така френските стоки, маямите остават извън контрола на французите. Доста други племена изпадат в същото положение. Тези, които са извън полезрението на французите бързо стават възприемчиви към английските търговци и стоки. Французите скоро осъзнават слабите места на търговската им система и за да компенсират това от 1714 г. започват масово строителство на нови търговски постове. Три от тях – Форт Маями, Винсенс и Уаятенон са построени в страната на маямите. Въпреки това, до 1730 г. повечето маями търгуват с британците в Осуиго, тъй като по това време британските стоки са по-качествени и по-евтини от френските.
В началото на Войната на крал Джордж (1744 -1748) маямите и уеа застават на страната на французите, но след британската блокада на Канада притокът на френски стоки драстично намалява и от 1747 г. много от лоялните френски съюзници започват да търгуват с британците. През 1748 г. с договора от Ланкастър, племената в цяло Охайо разрешават изграждането на британски постове в териториите си. С този акт французите са изправени пред опасността не само да загубят Охайо, но и целия регион на Големите езера. За да се справят с това те увеличават стоките и намалят цените. Това кара отцепилите се племена да се върнат отново при тях. Уверени, че старият индиански съюз отново е силен французите започват строителството на линия от постове в западна Пенсилвания, за да изолират британците от Охайо. Ламтежът на двете европейски сили за Охайо води до изостряне на конфронтацията и до избухването на Френската и индианска война (1754 – 1763), което в крайна сметка ще лиши Франция от нейните американски колонии. В тази война маямите отново са френски съюзници, но не взимат дейно участие в бойните действия.

### Под британска власт
След установяването на британския контрол над Северна Америка през 1763 г., британците вече не трябва да се конкурират с французите в търговията с индианците. Първото действие на новите власти е да спрат ежегодните подаръци за племената, да ограничат търговията и да повишат цените на стоките. Тези мерки създават напрежение сред племената и недоволството избухва във Въстанието на Понтиак. За кратко време обединените индиански сили, включително и маямите превземат 9 от 12те британски крепости западно от Апалачите. Неуспехът на индианците при Детройт и Форт Пит слага обрат на нещата и индианският съюз започва да се разпада. След въстанието британците понижават цените на стоките и забраняват заселването на запад от Апалачите. Но заселниците нямат намерение да спазват разпоредбите и продължават да нахлуват в индианските земи. Под техния натиск източните групи маями напускат западно Охайо и се местят в Индиана. Пианкашо и уеа се съюзяват с Вермилиън кикапу и маскутен в долината на река Уобаш и сформират заедно анти британска коалиция станала известна като Племената Уобаш. Останалите маями се присъединяват към виандотите, отава и потауатомите в Детройт.
В началото на Войната за независимост, маямите остават неутрални, но нападенията на Джеймс Роджърс Кларк в Илинойс ги бута на страната на британците. След войната над 12 000 бели заселници заливат долината на Охайо, а фалиралото американско правителство е принудено да продава земите, за да изплати дълговете си. За целта трябва да се сключи мир с племената в Охайо, които в никакъв случай не са съгласни да се откажат от земите си. След няколко неефективни договора с някои от племената, американците решават да вземат Охайо със сила.

#### Война на Малката костенурка
През 1789 г. Племената Уобаш са нападнати от Кентъкийските милиции. Пианкашо и кикапу се изместват на запад и започват яростни атаки срещу селищата в Илинойс. По същото време Племената Уобаш минават под ръководството на военния вожд на маямите Малката костенурка. Добре въоръжени от британците съюзът на Малката костенурка е в готовност да противопостави над 2000 бойци. Първите опити на американците да завземат Охайо са катастрофални. Вашингтон нарежда на генерал Джошуа Хармър да унищожи селата на маямите в горната част на река Уобаш. На 22 октомври 1790 г. в битката близо до Форт Уейн, Малката костенурка и войните удържат победа и принуждават генерал Хармър да отстъпи оставяйки над 200 убити войници. На 4 ноември 1790 г. с изненадваща сутрешна атака, Малката костенурка и 1200 бойци почти унищожават армията водена сега от Артър Сен Клер. В битката, станала известна като най-голямото поражение на американската армия във войните с индианците, Малката костенурка губи само 56 бойци, докато Сен Клер около 600 убити и над 400 ранени от общо 2000 войници. Когато новината за поражението достига Вашингтон, властите изпадат в ярост. Ирокезите също се опитват да посредничат в конфликта, но заради победите над американците индианският съюз трудно може да бъде накаран да сключи мир.
В началото на 1792 г. Вашингтон изпраща като командващ в Охайо Антъни Уейн. За разлика от предшествениците си Уейн е по-умен и методичен човек. Вместо да воюва с индианците той решава да изчака като през това време организира обширна система за доставки и строи линия от постове, изчаквайки удобен момент за действие. Заради страха пред нова война с британците, Вашингтон решава да се въздържа от военни действия и първо да се опита да сключи мир с войнстващите племена. През 1792 г. пианкашо, уеа и кикапу сключват мир, последвани от сауките и фокс. Американска делегация през 1793 г. се опитва отново да стигне до споразумение с останалите, но преговорите приключват без резултат. През октомври 1793 г. Уейн получава заповед за действие. Той придвижва войските до Форт Грийнвил и през пролетта продължава да строи нови крепости на север. Индианският съюз предприема няколко неуспешни атаки срещу Уейн. Неуспехите понижават бойния дух на индианците и започват наченки на съмнение за изхода от войната. За да се решат по-нататъшните действия, през август 1794 г. вождовете се събират на голям военен съвет на река Мауми. От всички присъстващи само шоуните, маямите и виандот са за продължаване на войната. Намесата на Джоузеф Брант кара останалите да продължат макар и неохотно да се бият. Малката костенурка този път е сред тези, които искат да преговарят. Заради това той е наречен страхливец от другите вождове и е заменен като главен военен вожд от вожда на шоуните Синята куртка. Същият месец, под негово ръководство индианският съюз или това, което е останало от него губи от Уейн в битката при Фалън Тимбърс. След тази битка, в продължение на три дни армията на Уейн унищожава всички индиански села и посеви в района, а месец по-късно Уейн се мести в Индиана и унищожава селата на маямите в горната част на река Мауми, след което построява Форт Уейн. Оставяйки индианския съюз без храна за зимата, Уейн се връща във Форт Грийнвил и зачаква. През август 1795 г. вождовете се срещат с него във форта и подписват договор, с който отстъпват цяло Охайо с изключение на северозападната част и някои южни части на Индиана. Така последната битка в Американската революция завършва и заселниците се изсипват в новите земи.

### Отношения със САЩ
Кентъки става щат през 1792 г., Тенеси през 1796 г., а Охайо през 1803 г. Така уж „постоянната“ индианска граница все се мести все по на запад. Делаварите и някои шоуни изоставят Охайо и с разрешението на маямите се заселват по Уайт Ривър в източна Индиана.
Докато заселниците продължават да напредват в индианските земи определени с договора от Форт Грийнвил, Уилям Хенри Харисън, губернаторът на територията притиска мирните вождове да отстъпват все повече земя. Каскаския отстъпват по-голямата част от Южен Илинойс през 1803 г. На следващата година с договор от Винсен, пианкашо и уеа също се отказват от претенциите си към района. Така от първоначалните 11,8 милиона акра отстъпени в Грийнвил през 1795 г., Харисън добавя още 21 милиона акра през следващите 10 години.
По време на войната от 1812 г. Малката костенурка държи хората си настрана, но след неговата смърт повечето маями се присъединяват към Текумзе и неговият съюз против американците. След смъртта на Текумзе през 1813 г. индианската съпротива на изток рухва. С втория договор в Грийнвил през 1814 г. лоялните вождове на делаварите, шоуните, сенеките и виандот официално прекратяват военните действия срещу кикапу, маямите, отава и потауатомите, които воювали на страната на Текумзе и британците. Отделно е подписан друг договор с пианкашо през 1815 г. През 1816 г. Индиана става щат и натиска върху индианците се увеличава многократно. През същата година уеа и кикапу потвърждават ранните цесии на земя с нов договор във Форт Харисън. През 1818 г. пианкашо отстъпват всичката си земя като запазват само 2 кв. мили за резерват на река Уобаш. През октомври 1818 г. редица договори са сключени с племената живеещи в Индиана. Делаварите се отказват от всичката си земя и се съгласяват да се преместят в Мисури. Маямите и уеа отстъпват почти 6 милиона акра в Северна Индиана като запазват около 1 милион акра разделени на 7 части за резервати.

### Преместване на запад
През 1820 г. уеа отстъпват всичката си земя с договор във Венсен и се съгласяват да се преместят в Мисури. Преместването им приключва през 1832 г. Около 150 пианкашо и 350 уеа са настанени на 160 000 акра земя в югозападно Мисури, близо до делаварите и кикапу. Същевременно в Индиана маямите губят цялата им останала земя заради дългове, данъци и нови договори. В последния договор от 1840 г. маямите отстъпват и последните им останали земи в Индиана и се съгласяват да се преместят в Канзас в рамките на 5 години. На 7 октомври 1846 г. 555 маями напускат Индиана и се местят в Канзас близо до пианкашо, уеа и пеория. От 500 до 1500 маями остават в Индиана и в течение на времето силно се смесват с другото население в района. До края на 1840те близо 1000 маями живеят в източен Канзас. До 1854 г. пианкашо и уеа сформират единно племе с останалите живи 300 каскаския и пеория. Новото племе започва да се нарича пеория. През 1854 г. маямити продават 500 000 акра от земите си в Канзас във Вашингтон. С избухването на Гражданската война хиляди бели авантюристи наводняват Канзас. В резултат на това Канзас става щат през 1862 г. и неговата законодателна власт иска от федералното правителство да премахне индианците от територията на щата. През 1867 г. маямите, пеория, отава, куапо, сенека, виандот, делаварите и шоуните отстъпват под натиска и продават земите си в Канзас като се съгласяват да се преместят в Оклахома. Племената купуват 6000 акра в североизточна Оклахома. През 1893 г. тези 6000 акра са преразпределени по силата на Закона за преразпределение на индианските земи. Така до 1930 г. маямите в Оклахома и в Индиана остават напълно безимотни, с изключение на 160 акра дадени на доверие от правителството на племето в Оклахома.
Днес, в началото на 21 век Маями племето на Оклахома е федерално признато и има записани около 4000 членове. Маямите в Индиана не са федерално признати. Общият брой на членовете на племето възлиза на около 7500 души.